# Pomatomidae
Pomatomidae é uma família de peixes da subordem Percoidei, superfamília Percoidea. São uma família de peixes frequentemente incluídos na família Carangidae, que contém, segundo os autores, entre um a três géneros, todos monoespecíficos.
A espécie mais importante, para alguns a única da família, é a anchova (Pomatomus saltatrix). É um peixe pelágico que se encontra a profundidades médias. Trata de um carnívoro voraz que ataca outros peixes.

## Géneros
- Pomatomus
- Scombrops
- Sphyraenops